# ル・マルトー・サン・メートル
『ル・マルトー・サン・メートル』（仏: Le marteau sans maître, 主なき槌）は、フランスの作曲家ピエール・ブーレーズの作品。

## 歴史
1947年から開かれたダルムシュタット夏季現代音楽講習会において、ブーレーズは『ピアノソナタ第2番』（1948年）、『ストリクチュール第1巻』（1951年）、『ポリフォニーX』（1951年）などの作品によりミュージック・セリエルの旗手として台頭していた。
その中でこの作品は1953年から1955年にかけて作曲され、1955年6月18日にハンス・ロスバウト指揮によってバーデン＝バーデンで初演された。ストラヴィンスキー、リゲティやシュトックハウゼン、アドルノなど多くの音楽家の賞賛を浴び、ブーレーズの名声を一気に国際的なものにした。

## 編成
アルト（女声）ソロ、アルト・フルート、ヴィオラ、ギター、ヴィブラフォン、シロリンバ、打楽器。
中音域の楽器が多いことが特徴である。作曲者によると、シロリンバはアフリカのバラフォンを、ヴィブラフォンはバリのガムランを、ギターは日本の琴を模しているという。2016年現在はシロリンバのパートは4オクターブ・シロフォンで演奏されることが多く、シロリンバで演奏されることはほとんどなくなっている。シロリンバは樹脂の劣化が速く、思ったほど鳴らなくなってしまうことが分かったからである。
ブーレーズ自身はこの作品がシェーンベルクの『月に憑かれたピエロ』（1912年）の影響を受けたことを表明しており、アルトと6つの楽器という特殊なアンサンブル、1曲ごとに変化する楽器編成、曲全体が3つのサイクルに分かれている点はそれを示している。またそれまでの『ストリクチュール第1巻』や『第2ソナタ』などの作品で顕著であった厳格なセリー・アンテグラルに対し、この作品ではより柔軟な使い道を示準しており、セリーの自由度が飛躍的に高まった。ブーレーズ本人は「音列の改変はもう分析不可能なレヴェルにまで達している」とダルムシュタット夏期講習で発言したものの、その後エルサレム大学のレフ・コブリャコフ (Lev Koblyakov) によって、全曲の音高解析が行われた。ブーレーズがどこまで改変を行ったかは、Koblyakov, Lev. 1990. Pierre Boulez: A World of Harmony. Ph.D. diss., Hebrew University of Jerusalem. Chur: Harwood Academic Publishers. ISBN 3-7186-0422-1 にそのすべてが記録されている。

## 演奏時間
- 約37分

## 構造
この作品は全9楽章である。
1. 「怒る職人」の前奏
2. 「孤独な死刑執行人たち」の補遺Ⅰ
3. 「怒る職人」
4. 「孤独な死刑執行人たち」の補遺Ⅱ
5. 「美しい建物とさまざまな予感」
6. 「孤独な死刑執行人たち」
7. 「怒る職人」の後奏
8. 「孤独な死刑執行人たち」の補遺Ⅲ
9. 「美しい建物とさまざまな予感」変奏

## テクスト
テクストにはフランスのシュルレアリスムの詩人ルネ・シャールの詩集『ル・マルトー・サン・メートル』（1930年）から3つの詩が用いられている。またブーレーズは既に2つのカンタータ作品『水の太陽』『婚礼の顔』でシャールの詩を用いていた。

## 自作自演のディスコグラフィー
この他にも市販されていない放送録音あるいはテレビ撮りなどがある。

### 1回目（1956年録音）
- Vega
- アルト独唱 - Marie-Thérèse Cahn
- アルトフルート - M. J. Tibergé
- ギター - A. Stingl
- 打楽器 - A. Cavaillé
- ヴィブラフォン - J. Delécluse
- ヴィオラ - Serge Collot
- シロリンバ - P. Naudin
- アンサンブル - ドメーヌ・ミュジカル
- 指揮 - ピエール・ブーレーズ

### 2回目（1964年録音）
- ドイツ・ハルモニア・ムンディ
- アルト独唱 - Jeanne Deroubaix
- アルトフルート - Severino Gazzelloni
- ギター - Anton Stingl
- 打楽器 - Jean Batigne
- ヴィブラフォン - Claude Ricou
- ヴィオラ - Serge Collot
- シロリンバ - Georges Van Gucht
- アンサンブル - ドメーヌ・ミュジカル
- 指揮 - ピエール・ブーレーズ

### 3回目（1972年録音）
- CBS
- アルト独唱 - イヴォンヌ・ミントン
- アルトフルート - ミシェル・デボスト
- ギター - Anton Stingl
- 打楽器 - Sylvio Gualda
- ヴィブラフォン - Gérard Perotin
- ヴィオラ - Serge Collot
- シロリンバ - Michel Lorin
- アンサンブル - Ensemble Musique Vivante
- 指揮 - ピエール・ブーレーズ

### 4回目（1985年録音）
- CBS Masterworks
- アルト独唱 - Elizabeth Laurence
- アルトフルート - Lawrence Beauregard
- ギター - Marie-Thérèse Ghirardi
- 打楽器 - Michel Cerutti
- ヴィブラフォン - Vincent Bauer
- ヴィオラ - Jean Sulem
- シロリンバ - Daniel Ciampolini
- アンサンブル - アンサンブル・アンテルコンタンポランのメンバー
- 指揮 - ピエール・ブーレーズ

### 5回目（2002年録音）
- ドイツ・グラモフォン
- アルト独唱 - Hilary Summers
- アルトフルート - Emmanuelle Ophèle
- ギター - Marie-Thérèse Ghirardi
- 打楽器 - Michel Cerutti
- ヴィブラフォン - Vincent Bauer
- ヴィオラ - Odile Auboin
- シロリンバ - Samuel Favre
- アンサンブル - アンサンブル・アンテルコンタンポラン
- 指揮 - ピエール・ブーレーズ

### 6回目（2010年録音）
- ドイツ・グラモフォン[3]
- アルト独唱 - Hilary Summers
- アルトフルート - Guy Eshed
- ギター - Caroline Delume
- 打楽器 - Tomer Yariv
- ヴィブラフォン - Pedro Manuel Torrejón González
- ヴィオラ - Ori Kam
- シロリンバ - Adi Morag
- アンサンブル - ウェスト＝イースタン・ディヴァン管弦楽団
- 指揮 - ピエール・ブーレーズ

## 関連文献
- Aguila, Jésus. 2001. "Boulez: Vingt regards sur une page du Marteau sans maître". Analyse Musicale, no. 41 (4th quarter) 77–94. ISSN 0295-3722.
- Andersen, Mogens. 2001. "På sporet af hammerens herre: Om 'studiekredsen' og Le Marteau sans maître". In Fluktuationer: Festskrift til Ib Nørholm på 70-års dagen 24. januar 2001, edited by Eva Hvidt, Mogens Andersen, and Per Erland Rasmussen, 15–29. Frederiksberg: MAmusik. ISBN 978-87-987722-2-4.
- Bacht, Nikolaus. 2001. "'L'artisanat furieux' und sein Modell: Vergleichende Analyse von Arnold Schönbergs 'Der kranke Mond' aus Pierrot lunaire und Pierre Boulez' 'L'artisanat furieux' aus Le marteau sans maître". Die Musikforschung 54, no. 2:153–64.
- Boesche, Thomas. 1990. "Einige Beobachtungen zu Technik und Ästhetik des Komponierens in Pierre Boulez' Marteau sans Maître", Musiktheorie 5, no. 3:253–70.
- Decarsin, François. 1998. "L’organisation du temps en musique sur l’axe passé/futur". In Les universaux en musique: Actes du quatrième congrès international sur la signification musicale, edited by Costin Miereanu, Xavier Hascher, and Michel Guiomar, 589–97. Serie Esthétique. Paris: Publications de la Sorbonne. ISBN 2-85944-355-X.
- Decroupet, Pascal, and Jean-Louis Leleu. 2006. "'Penser sensiblement' la musique: Production et description du matériau harmonique dans le troisième mouvement du Marteau sans maître". In Pierre Boulez: Techniques d'écriture et enjeux esthétiques, edited by Pascal Decroupet and Jean-Louis Leleu, 177–215. Geneva: Contrechamps. ISBN 978-2-940068-23-4.
- Fink, Wolfgang G. 1997. "'Schönes Gebäude und die Vorahnung': Zur Morphologie des 5. Satzes von Pierre Boulez' Le marteau sans maître". In Pierre Boulez II, Muzik-Konzepte 96, edited by Heinz-Klaus Metzger and Rainer Riehn, 3–61. Munich: Edition Text und Kritik.
- 福岡由仁郎 2005.『ピエール・ブーレーズ論：セリー主義の美学』[Pierre Boulez: Aesthetics of Serialism]. Ph.D. diss. Tokyo: Tokyo University of Foreign Studies.
- Gligo, Nikša. 2009. "Skladba kao kritika skladbe: Le marteau sans maître (Čekić bez gospodara) vs. Pierrot lunaire—O nekim specifičnim funkcijama skladateljske teorije u glazbi 20. stoljeća". In Glazba prijelaza: Svečani zbornik za Evu Sedak/Music of Transition: Essays in Honour of Eva Sedak, edited by Nikša Gligo, Dalibor Davidović, and Nada Bezić, 110–18. Zagreb: ArTresor and Hrvatska Radiotelevizija. ISBN 978-953-6522-67-5; ISBN 978-953-6173-38-9.
- Goldberg, Albert. 1957. "The Sounding Board: The Battle of Boulez: The Defense Rallies Its Forces and Launches a Strong Counterattack". Los Angeles Times (21 April): E5.
- Grout, Donald, and Claude Palisca. 2001. A History of Western Music, 6th edition. New York: W. W. Norton & Company, p. 726. ISBN 0-393-97527-4.
- Haas, Georg Friedrich. 1990. "Disziplin oder Indisziplin. Anmerkungen zu der von Ulrich Mosch veröffentlichten Reihentabelle von Pierre Boulez", Musiktheorie 5, no. 3:271–74.
- Hirsbrunner, Theo. 1974. "Die surrealistische Komponente in Pierre Boulez' Le Marteau sans maître". Neue Zeitschrift für Musik 124, no. 7:420–25.
- Hoffman, Michael. 1997. "Pierre Boulez's Le marteau sans maître: An Overview Analysis". 20th-Century Music 4, no. 10 (October): 4–11.
- Heinemann, Stephen. 1993. "Pitch-Class Set Multiplication in Boulez's Le Marteau sans maître. D.M.A. diss., University of Washington.
- Roxburgh, Edwin. 2014. Conducting for a New Era. Woodbridge, Suffolk: Boydell & Brewer. ISBN 9781843838029 (accessed 14 October 2015).